# Cratere Munch
Munch  è un cratere sulla superficie di Mercurio.